# 下沃羅塔

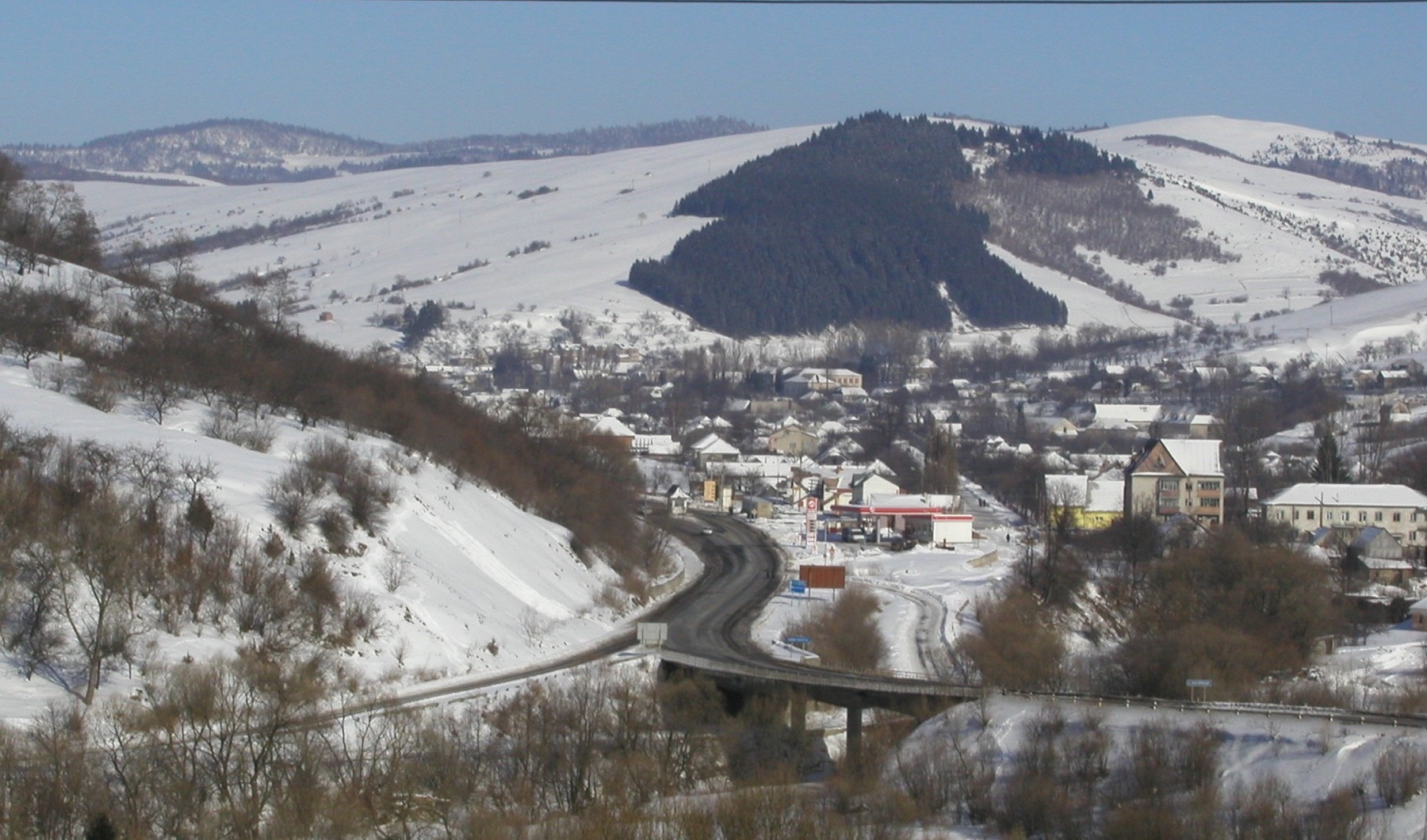

下沃羅塔，是烏克蘭西部外喀爾巴阡州穆卡切沃區下沃罗塔市镇内的村落及其行政中心。面積2.88平方公里，海拔高度448米，2022年人口2,200，人口密度每平方公里869.4人。